# 新潟県中越沖地震に対する東京電力の対応
新潟県中越沖地震に対する東京電力の対応（にいがたけんちゅうえつおきじしんにたいするとうきょうでんりょくのたいおう）は、2007年7月16日に発生した新潟県中越沖地震により、東京電力の柏崎刈羽原子力発電所が被災し、その後同社の電力供給、および同社の原子力発電所の事故対策に与えた影響について説明する。

## 原発被災による火災
柏崎刈羽原発が被災した際、地震による油漏れが原因で3号機の変圧器から出火があった。しかし地震により消火配管が破断していたことで初期消火が阻害された。この件は尾を引き、原子炉建屋に対して周辺設備の耐震性が低すぎるという疑念を呈し、甘利明経済産業大臣（当時）すら改善の余地を認める旨のコメントを出す結果となっていた。さらに柏崎刈羽原発では化学消防車が配備されていなかったため、変圧器火災の鎮火に時間を要した。
また当時は事務本館の1階に緊急時対策室が置かれており、地震の揺れで扉が開閉不能となり入室できなかったことで地元消防等への連絡に支障をきたした。被災日の午後1時には対策室が使用可能となったが、今度は各号機の状態監視を行う表示装置がダウンし、各中央操作室と電話で定時連絡しなければならなくなった。
こうしたトラブルも重なり自衛消防隊の招集も上手くいかなかった。地元の柏崎消防本部は住民の救助などに出払っており、非番の応援者が出勤してくるまで発電所に回す人員の余裕はなかった。仕方なく変圧器の初期消火は3号機付近の東電社員5名で実施したが、使えない消火栓の代わりになる消火ポンプが軽トラックに積んであることにすら誰も思い当らなかったという。
また震災により、固体廃棄物貯蔵庫にて放射性廃棄物を詰めたドラム缶の山が崩れた。
こうしたことから、この地震で問題視されたことの一つに、原子力発電所の自衛消防隊が貧弱であったことが挙げられた。
2007年7月26日、原子力発電所を保有する全電力会社は経済産業省に対し、下記の改善事項を実施する旨を報告した。
1. 全原子力発電所に化学消防車を配備し、油火災に備える
2. 中央操作室に地元消防との直通回線を設置する
3. 常駐あるいは発電所近くで待機する、10名以上の自衛消防団を組織できるよう準備する

この時点では、24時間体制で専従の初期消火要員を配置している原子力関係施設は日本では皆無であった。東京電力では同年8月中に化学消防車を購入し、管内の3原子力発電所で初期消火要員を3交替24時間体制で常駐させることとした。

## 夏季電力ピーク対応

### 2007年
直接的影響として柏崎刈羽原子力発電所が被災したことにより、夏季に東京電力の供給力が減少した。このため東京電力は2007年7月下旬より定期検査を控えていた福島第一原子力発電所3号機の検査を8月20日まで延期するように経済産業省に申請、その後さらにもう一度延期して8月31日とし、いずれも了承された。もっとも延期の理由の一つは、震災により柏崎刈羽原発に応援部隊を送って検査人員が不足したことであるため、この時の福島第一からの供給能力追加は結果的な面もあったという。
とはいえ、福島第一原発3号機の運転を継続したとしてもその定格電気出力は78万4000kWに過ぎず、一方で東京電力管内では気温が30度を超えた場合、気温が1度上昇すると電力需要は170万kW増加するとされていた。このため東京電力は下記のような供給追加策を打ち、最終的に先述の3号機を含め400万kWの追加供給力を得た。
- 福島第一原子力発電所6号機の定期検査延期
- 法令で認められる範囲内での火力・水力発電所の最大出力増加（定格に対して5%以内）
- 他社からの電力融通拡大
- 自家発電の電力購入拡大

しかし、それでも総計800万kWを超す柏崎刈羽原発の電力供給脱落を穴埋めし、夏季のピーク需要に応えるには不安があった。このため、17年ぶりの需給調整（随時調整契約を締結している大口需要家への契約発動）が実施された。

### 2008年
2008年に入っても電力供給の状況は改善しなかった。柏崎刈羽原発の復旧作業がまだ進捗していなかったからである。東京電力は同発電所が完成した1990年代以降、関東圏の電力供給の約3〜4割を原子力発電所からの電力で担わせてきた。その片翼がもがれたことで、残った福島の2箇所の原子力発電所の重要性が高まったのである。2008年6月末に社長に就任した清水正孝は挨拶で「福島第一、第二原発の安定運転は極めて重要だ」と記者団に述べていた。朝日新聞は2008年7月26日の記事で「万が一にも停止は許されない状況」と評している。従って2007年、2008年は両発電所の運転状況が夏場の電力需要増加を乗り切れるかのカギとなっていた。
一方でこの時期、福島第一原子力発電所は経年により機器のトラブルが続発して供給安定性に疑問符がついていたにもかかわらず、地元の下請け会社からは「優秀な技術者が柏崎の復旧作業にとられ帰ってこない。福島第一原発にかかわる人材が手薄」と懸念の声もあったという。
しかし福島第一では2003年、福島第二では2005年より総合的設備管理 (TPM) 活動に着手していた。この成果として不具合情報の水平展開が進歩したため、新潟県中越沖地震で通年以上の6基安定稼働が求められた2008年の夏期には、目標通りのフル稼働が実現できたと福島第一原発所長の小森明生（当時）はコメントしている。

## 知見の反映

### 柏崎刈羽原子力発電所
同発電所には重要機器や各建屋の揺れを記録するため地震計が97台設置されていたが、本震の揺れを問題なく記録できたのは33台に過ぎなかった。63台は最大加速度値は記録できたものの本震全体は記録できず、更にその内9台は1000Galで振り切れていた。なお、1台は回路に異常はなかったものの記録には失敗した。また、1、5、6号機に設置された地震計のデータは、東京電力本社に送信するはずであったが電話回線が繋がらず、余震のデータがその間に蓄積し地震計の記憶容量を超えたため、本震のデータは上書きされて消滅した。
発災から1か月後の2007年8月22日、土木学会、地盤工学会、日本地震工学会、日本建築学会、日本地震学会の5学術団体は合同会議を開き、8月7日に実施した現地調査の報告を行った。この時点で、柏崎刈羽の主要建屋が半地下式であること、立地地盤の特性から揺れが建屋に到達するまでに吸収され被害が抑制されたこと、重要機器や建屋には設計上の余裕が持たされており、想定を超す揺れに対抗できたことなどが報告に含まれているが、朝日新聞取材班は「裏を返せば、一歩間違えば、深刻な事故が起きていても不思議ではなかったことになる」と評し、2006年の耐震設計指針改定に関わった大竹政和東北大学教授の「旧指針の考え方は完全に破たんした」というコメントを紹介している。
発電所の耐震安全性の評価に用いるために直下150〜300m付近の岩盤面で仮定した地震動を基準地震動と呼ぶ。この基準地震動は発電所の建設時に450Galと想定され、それによる原子炉建屋基礎での揺れ（応答加速度）は各号機とも167〜273Galの範囲に分布していた。しかし実際には、基準地震動は539Gal〜1699Galの値を取り、それによる原子炉建屋基礎での揺れは322Gal〜680Galに達していた。
この理由として東京電力は2008年5月の原子力安全・保安院への報告にて3点にまとめている。表層から最も深い震源より、順に列挙すると次のようになる。
1. 本地震の震源（断層面）が同程度の地震の1.5倍程度の地震動を発生させた。
2. 震源から発電所まで地震波が進むルートはいくつか考えられる。深部地盤が傾斜していたことにより、深さ4〜6kmの堆積層を進んだ地震波と堅い層を高速で進んだ地震波が同時に発電所に到達し、2倍程度に揺れが増幅された。
3. 発電所直下2km付近に褶曲構造の地層があり、谷になっている部分に1〜4号機が、山の部分に5〜7号機が建設された。谷の部分にはレンズ状に地震波が集中し、揺れが2倍に増幅された。

東京電力は上記増幅作用の他、発電所周辺の活断層見直しを実施の上、新たな基準地震動を1〜4号機に2280Gal、5〜7号機に1156Galとし、想定を従来の450Galより大幅に引き上げた。原子炉建屋基礎の応答加速度は543〜829Galと従来より2倍以上に引き上げられた。
各建屋は上記の「原子炉建屋基礎の応答加速度」をそのまま設計目標として採用するのではなく、余裕を見込んだ「耐震安全性向上工事のベースとなる地震の揺れ」として、基礎での応答加速度1000Galを前提とし（同様の目標値を設定したBWRとして中部電力浜岡原子力発電所があった）、各号機は配管サポートの増設など耐震補強工事に着手した。

### 福島第一・第二原子力発電所
新潟県中越沖地震で得られた知見を反映させるため、東京電力は被災しなかった福島第一、第二の両発電所に対し、下記のような対策を進めていた。東北地方太平洋沖地震（東日本大震災）が発生する前の2011年1月時点では次のような進捗となっていたが、東北地方太平洋沖地震による福島第一原子力発電所事故が工事完成前に発生したため、免震重要棟など役立った処置は一部に留まった。
| 措置                                 | 内容                                                                               | 福島第一          | 福島第二          |
| ------------------------------------ | ---------------------------------------------------------------------------------- | ----------------- | ----------------- |
| 免震重要棟設置                       | 柏崎刈羽で本館の対策室扉が揺れで開閉不能となったことに対応                         | 2010年7月運用開始 | 2010年7月運用開始 |
| 消火配管の地上化                     | 地中に埋設していた消火配管を地上に移設し、地震による損傷の軽減を図る               | 2010年4月完了     | 2009年7月完了     |
| 防火水槽の設置                       | 消火栓のバックアップとして設置                                                     | 2009年2月完了     | 2008年9月完了     |
| 中央制御室操作盤への手摺り設置       | 当直員が地震時に掴めるように設備                                                   | 2008年12月完了    | 2009年8月完了     |
| ドラム缶転倒防止処置                 | 固体廃棄物貯蔵庫ドラム缶をベルトで固定                                             | 2008年2月完了     | 2007年10月完了    |
| 変圧器基礎地盤沈下対策               | 周辺基礎を強化し、マンメイドロック上の変圧器基礎と連結                             | 2014年度完了予定  | 2012年度完了予定  |
| 変圧器の油漏えい対策                 | 防油堤破損対策。遮水シートを提内側に設置                                           | 2014年度完了予定  | 2012年度完了予定  |
| 非常用海水系配管ダクト廻りの地盤改良 | 周辺の地盤にセメント系固化材を噴射・混合して地盤を強化                             | 2010年12月完了    | 実施対象無し      |
| 重要施設近傍等の斜面対策             | 柏崎刈羽にて交通阻害が発生した教訓から緊急車両通行を確保するため斜面一部を切り取り | 2010年11月完了    | 2009年3月完了     |
| 主排気筒の耐震裕度向上               | 排気塔本体（地上98mを例示）制震オイルダンパー設置                                  | －                | 2011年8月完了予定 |
| その他                               | 非常用空調設備・非常用電気機器・電路・配管のサポート追加                           | 実施中            | 実施中            |